# My Zinc Bed - Ossessione d'amore
My Zinc Bed - Ossessione d'amore è un film per la televisione del 2008, con protagonista Uma Thurman. 

## Trama
Paul è un ex alcolista che scrive per una rivista. All'inizio dell'estate del 2008 gli viene chiesto di intervistare un importante imprenditore: Victor Quinn. L'incontro tra i due risulterà essere, per Paul, una fonte di riflessione sulla possibilità di essere veramente guarito dall'alcolismo, Victor, infatti, sostiene che nessuno è veramente guarito se non si libera del desiderio. Paul viene assunto da Victor, e, durante un giorno di lavoro l'uomo conosce Elsa, la moglie, anch'essa ex alcolista, di Victor. L'attrazione, tra i due, è fin dall'inizio molto forte.

## Location
Il film è interamente girato a Londra.